# I-63
I-63 — підводний човен Імперського флоту Японії, який загинув від навігаційної аварії незадовго до вступу країни у Другу світову війну.
І-63 належав до типу KD3 (підтип KD3B). Його спорудили у 1928 році на корабельні ВМФ у Сасебо та включили до 28-ї дивізії підводних човнів, у складі якої пройшла його служба.
2 лютого 1939-го під час флотських навчань у протоці Бунго (розділяє острови Кюсю та Сікоку) однотипний підводний човен I-60 таранив І-63. Останній швидко затонув, загинув 81 член екіпажу, проте командиру та ще 6 морякам вдалось урятуватись.
У січні 1940-го рештки І-63 підійняли та здали на злам.